# New Mexican Disaster Squad/Western Addiction
New Mexican Disaster Squad/Western Addiction is een split-ep van de punkbands New Mexican Disaster Squad en Western Addiction. Het werd op 26 oktober op cd en 12" vinyl via No Idea Records uitgegeven. Het album bevat twee covers: "F.V.K." van Bad Brains gespeeld door New Mexican Disaster Squad en "Rat Patrol" van Naked Raygun gespeeld door Western Addiction.
De eerste vier tracks worden gespeeld door New Mexican Disaster Squad, en de laatste vier door Western Addiction.

## Nummers
New Mexican Disaster Squad
1. "It's Called Integrity"
2. "Social Divorce"
3. "Porcelain End"
4. "F.V.K." (cover van Bad Brains)

Western Addiction
1. "Spider In England"
2. "When a Good Friend Attacks"
3. "I Tore My Hands Off In a Combine"
4. "Rat Patrol" (cover van Naked Raygun)

## Artiesten
New Mexican Disaster Squad
- Sam - zang, gitaar
- Brian - gitaar
- Alex - basgitaar, zang
- Richard - drums

Western Addiction
- Jason - zang, gitaar
- Ken - gitaar
- Chicken - basgitaar, zang
- Chad - drums